# Gare de Gastuche
La gare de Gastuche est une halte ferroviaire belge de la ligne 139, de Louvain à Ottignies situé dans le hameau de Gastuche faisant partie de la commune belge de Grez-Doiceau dans la Province du Brabant wallon.

## Histoire
La gare de Gastuche est mise en service le 12 février 1855, lors de l'ouverture de la section de Louvain à Wavre de la ligne de la compagnie du Chemin de fer de Charleroi à Louvain qui construisit les lignes 139 et 140.
Cette compagnie, devenue Chemin de fer de l'Est-Belge en 1859, devient par fusion la compagnie du Grand Central belge en 1864. L'administration des chemins de fer de l'État belge reprend le contrôle du Grand Central Belge pour 1898.
En 2011, le bâtiment de la gare, construit par le Chemin de Fer de Charleroi à Louvain, est reconverti en maison de santé.

## Service des voyageurs

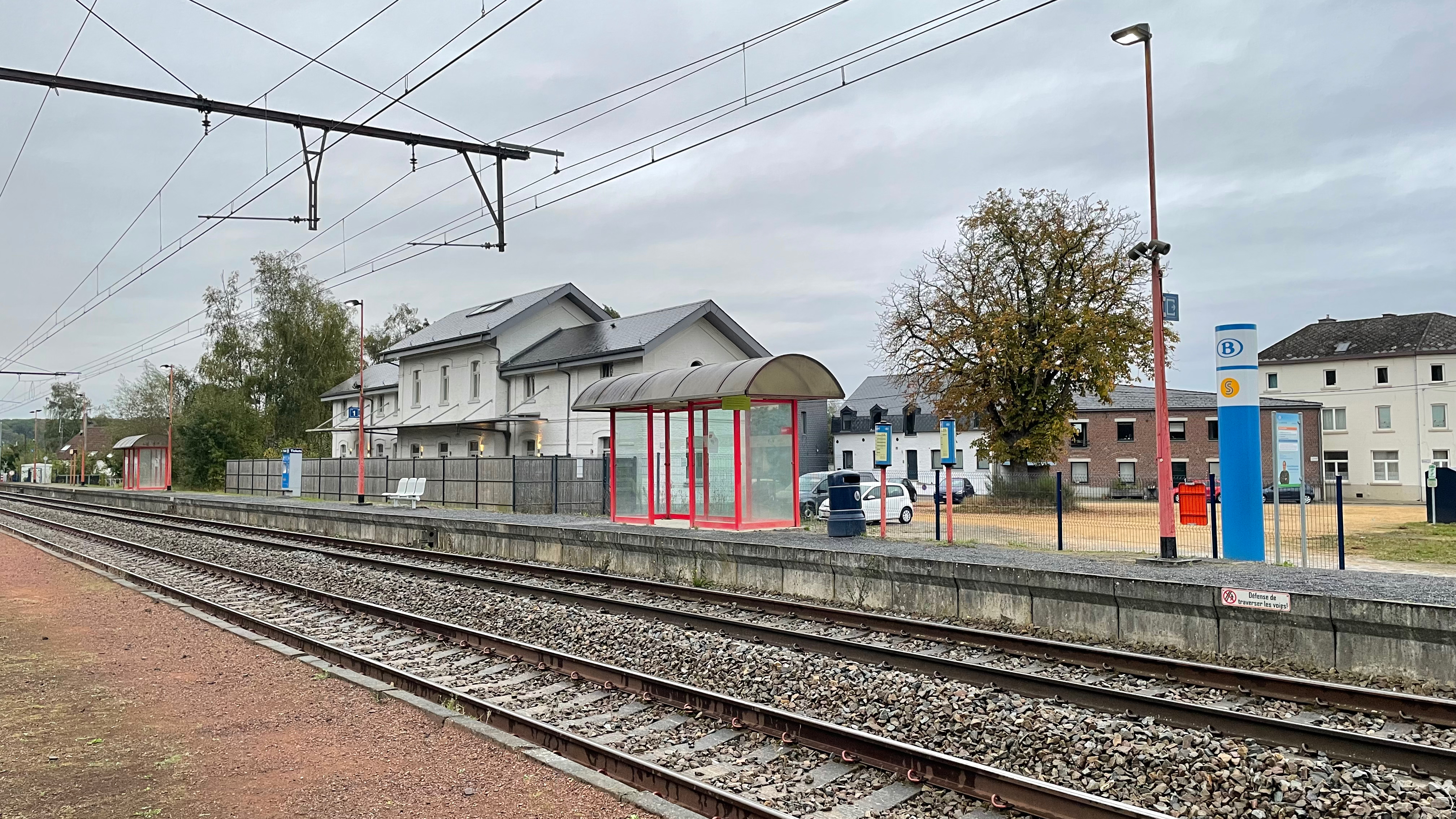
Quais de la halte.

### Accueil
Halte SNCB, c'est un point d'arrêt non gardé (PANG) à entrée libre. La traversée des voies s'effectue via le passage à niveau routier.

### Desserte
Gastuche est desservie par les trains Suburbains (S20) Ottignies – Louvain toutes les demi-heures en semaine, et toutes les heures le week-end.

## Comptage voyageurs
Le graphique et le tableau montrent le nombre de passagers qui en moyenne embarquent durant la semaine, le samedi et le dimanche.
| Nombre de voyageurs qui embarquent à la gare de Gastuche | Nombre de voyageurs qui embarquent à la gare de Gastuche | Nombre de voyageurs qui embarquent à la gare de Gastuche | Nombre de voyageurs qui embarquent à la gare de Gastuche |
|                                                          | Semaine                                                  | Samedi                                                   | Dimanche                                                 |
| -------------------------------------------------------- | -------------------------------------------------------- | -------------------------------------------------------- | -------------------------------------------------------- |
| 1977                                                     | 98                                                       | 31                                                       | 16                                                       |
| 1978                                                     | 96                                                       | 24                                                       | 13                                                       |
| 1979                                                     | 94                                                       | 18                                                       | 16                                                       |
| 1980                                                     | 139                                                      | 17                                                       | 11                                                       |
| 1981                                                     | 94                                                       | 26                                                       | 21                                                       |
| 1982                                                     | 70                                                       | 22                                                       | 16                                                       |
| 1983                                                     | 76                                                       | 12                                                       | 11                                                       |
| 1984                                                     | 65                                                       | 25                                                       | 17                                                       |
| 1985                                                     | 69                                                       | 15                                                       | 9                                                        |
| 1986                                                     | 62                                                       | 19                                                       | 16                                                       |
| 1987                                                     | 93                                                       | 23                                                       | 13                                                       |
| 1988                                                     | 104                                                      | 41                                                       | 31                                                       |
| 1989                                                     | 120                                                      | 28                                                       | 35                                                       |
| 1990                                                     | 75                                                       | 31                                                       | 17                                                       |
| 1991                                                     | 88                                                       | 21                                                       | 18                                                       |
| 1992                                                     | 99                                                       | 23                                                       | 28                                                       |
| 1993                                                     | 89                                                       | 25                                                       | 26                                                       |
| 1994                                                     | 72                                                       | 34                                                       | 17                                                       |
| 1995                                                     | 80                                                       | 21                                                       | 23                                                       |
| 1996                                                     | 101                                                      | 49                                                       | 16                                                       |
| 1997                                                     | 92                                                       | 43                                                       | 18                                                       |
| 1998                                                     | 97                                                       | 32                                                       | 12                                                       |
| 1999                                                     | 103                                                      | 44                                                       | 29                                                       |
| 2000                                                     | 76                                                       | 48                                                       | 28                                                       |
| 2001                                                     | 70                                                       | 11                                                       | 12                                                       |
| 2002                                                     | 62                                                       | 27                                                       | 10                                                       |
| 2003                                                     | 89                                                       | 14                                                       | 14                                                       |
| 2004                                                     | 101                                                      | 30                                                       | 6                                                        |
| 2005                                                     | 122                                                      | 34                                                       | 38                                                       |
| 2006                                                     | 150                                                      | 39                                                       | 34                                                       |
| 2007                                                     | 130                                                      | 42                                                       | 25                                                       |
| 2008                                                     | -                                                        | -                                                        | -                                                        |
| 2009                                                     | 144                                                      | 53                                                       | 39                                                       |
| 2010                                                     | -                                                        | -                                                        | -                                                        |
| 2011                                                     | -                                                        | -                                                        | -                                                        |
| 2012                                                     | 160                                                      | 49                                                       | 37                                                       |
| 2013                                                     | 160                                                      | 24                                                       | 38                                                       |
| 2014                                                     | 154                                                      | 51                                                       | 35                                                       |
| 2015                                                     | 151                                                      | 40                                                       | 44                                                       |
| 2016                                                     | 152                                                      | 52                                                       | 36                                                       |
| 2017                                                     | 219                                                      | 52                                                       | 42                                                       |
| 2018                                                     | 204                                                      | 51                                                       | 53                                                       |
| 2019                                                     | 227                                                      | 20                                                       | 22                                                       |
| 2020                                                     | 168                                                      | 51                                                       | 50                                                       |
| 2021                                                     | -                                                        | -                                                        | -                                                        |
| 2022                                                     | 252                                                      | 74                                                       | 108                                                      |
| 2023                                                     | 206                                                      | 67                                                       | 75                                                       |
| 2024                                                     | 205                                                      | 78                                                       | 68                                                       |

## Patrimoine ferroviaire

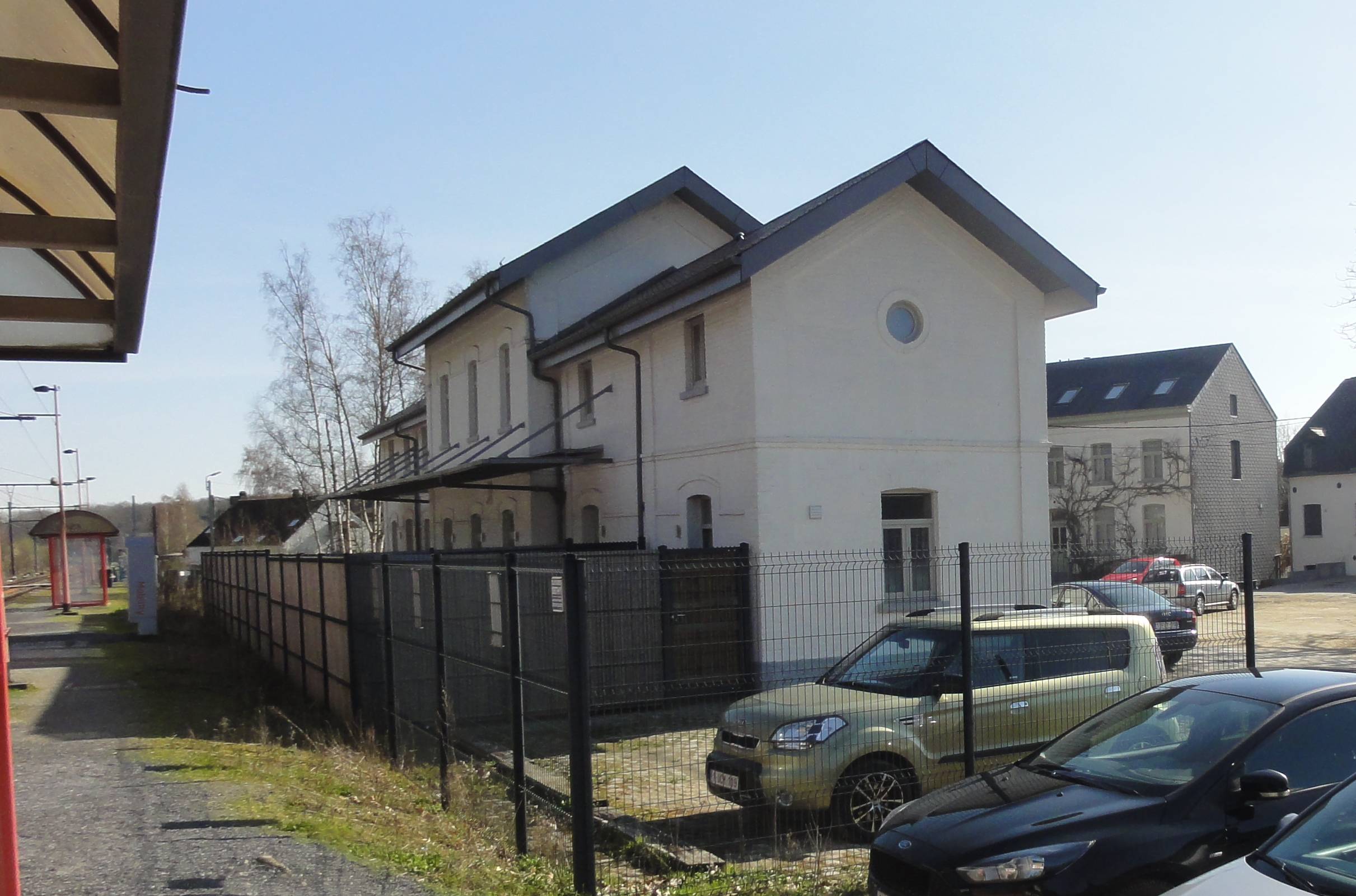
Côté quais.

La compagnie Charleroi-Louvain construit des bâtiments identiques à Gastuche, Court-Saint-Étienne, Limal et La Roche. Ils étaient vraisemblablement symétriques avant d'être agrandis avec un corps central de deux niveaux à trois travées sous bâtière encadré par deux ailes à un niveau de deux travées sous bâtière. Leur style était caractéristique avec une construction en briques, un large oculus à chaque pignon pour toutes les ailes, des pilastres d'angle, des corniches à denticules et chaque percement surmonté d'un larmier en brique qui se prolonge sur tout le bâtiment par un cordon..
La gare de Gastuche a par la suite été agrandie avec une travée supplémentaire à une de ses ailes basses et deux à l'autre aile basse.
Reconvertie en habitation après la fermeture des guichets, elle était tombée à l'abandon et a été réaffectée par la commune en centre de santé. Les travaux ont eu lieu en 2011 et ont impliqué le surhaussement des deux ailes basses. Le bâtiment et est repris au Patrimoine architectural de Wallonie.